# Ћатић
Ћатић је бошњачко и српско презиме. Значајни људи са овим презименом су:
- Амар Ћатић (1999), босански фудбалер
- Аднан Ћатић (1979), њемачки боксер босанског порекла
- Бего Ћатић (1963), босански фудбалер и менаџер
- Муса Ћазим Ћатић (1878–1915), босански писац и песник
- Хајрудин Ћатић (1975), њемачко-босански фудбалер
- Џенан Ћатић (1992), босанско-амерички фудбалер